# Adelaide 500

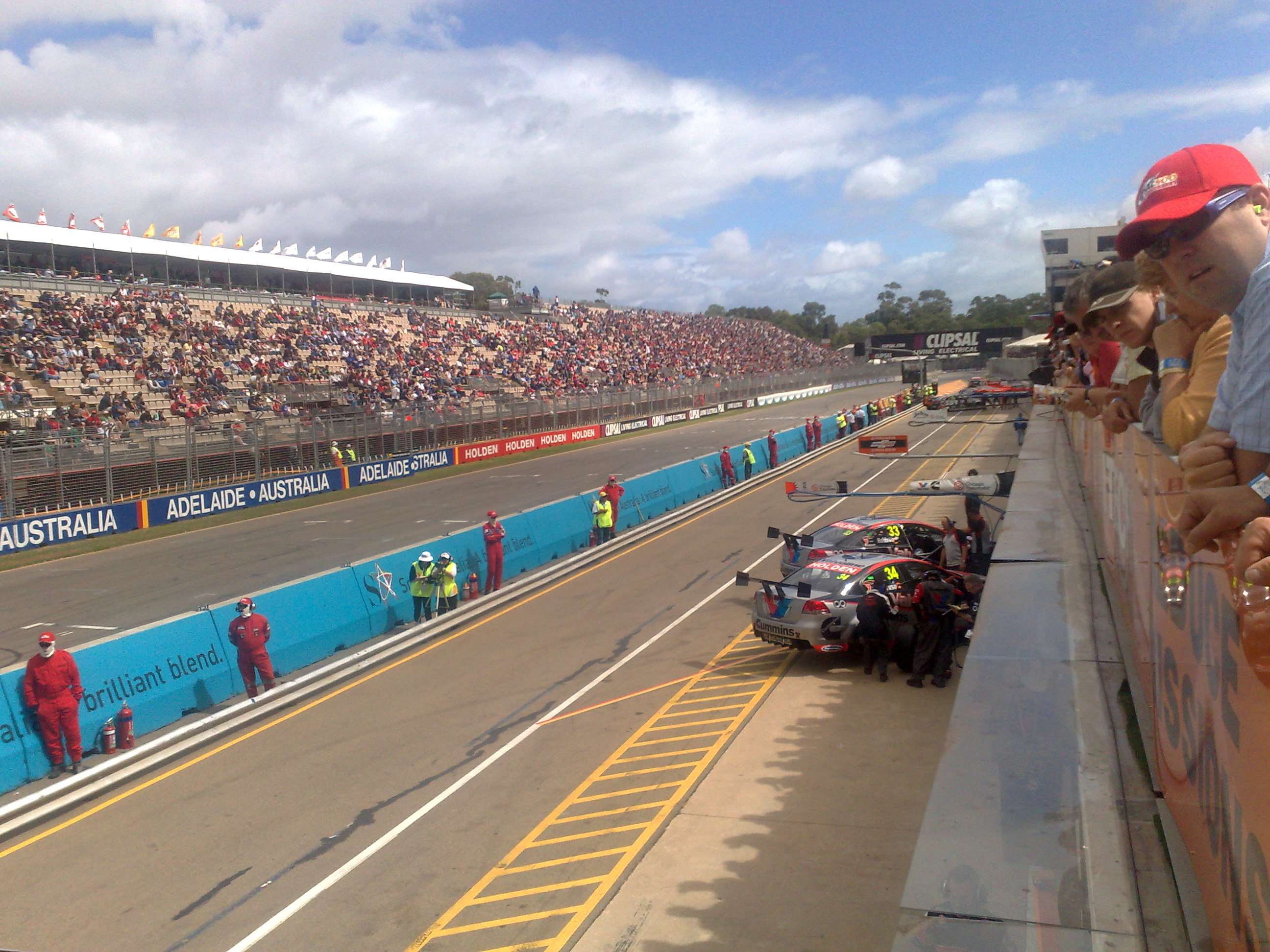
Recta principal y calle de boxes de Adelaida durante la tanda de clasificación de 2008.

Adelaide 500 (también conocido como VALO Adelaide 500 y Clipsal 500 por motivos de patrocinio) es un evento anual de automovilismo para Supercars que se celebra en las calles del extremo este de Adelaida, Australia Meridional, entre 1999 y 2020 y de nuevo a partir de 2022. El circuito callejero de Adelaida es una versión acortada del que se utilizaba en el Gran Premio de Australia de Fórmula 1.
Generalmente se celebraba en febrero y marzo, contribuyendo a lo que los lugareños denominan "mad march" (en español: marzo loco), junto con el Festival de Adelaida, Adelaide Fringe, WOMADelaide y la Semana de Escritores de Adelaida. En octubre de 2020, se anunció que la Comisión de Turismo de Australia Meridional retiraría su apoyo al evento, poniéndolo en pausa. Regresó a partir de la temporada 2022 como final de temporada a finales de noviembre o principios de diciembre.

## Formato
El evento se celebra durante un fin de semana de cuatro días, de jueves a domingo. El jueves se celebra una sesión de entrenamientos de treinta minutos y el viernes otra de treinta minutos. El viernes se disputa una sesión clasificatoria de quince minutos, seguida de una tanda de clasificación de los diez primeros un día después, y entre ambas se celebra una sesión de entrenamientos de treinta minutos el sábado. Los resultados combinados decidirán la parrilla de la siguiente carrera de 250 kilómetros. El domingo se disputa otra sesión clasificatoria de quince minutos, seguida de una tanda de los diez primeros, cuyos resultados combinados deciden la parrilla para la siguiente carrera de 250 km.
Entre 2014 y 2016, el evento consistió en dos carreras de 125 km el sábado y una de 250 km el domingo. En 2017, los organizadores volvieron al formato original debido a la escasa popularidad de las carreras de 125 km tanto entre los aficionados como entre los pilotos.
Aunque los resultados de todas las carreras contaban para el Campeonato de Supercars, el ganador de la carrera final era declarado normalmente vencedor del evento, independientemente de los resultados de la primera carrera. El resto de los cuatro días se dedicaban a entrenamientos, clasificaciones y carreras de apoyo para otras categorías de carreras, como las Super2 Series, Super5000, SuperUtes Series, Touring Car Masters, Australian GT y Australian Carrera Cup, entre otras. El evento también ofrecía regularmente conciertos nocturnos, en los que han actuado artistas como Kiss, Mötley Crüe, Keith Urban y Robbie Williams.

## Ganadores
A continuación, una lista con los pilotos ganadores de todas las ediciones del evento, junto al modelo de automóvil usado:
| Año  | Piloto              | Automóvil           |
| ---- | ------------------- | ------------------- |
| 1999 | Craig Lowndes       | Holden VT Commodore |
| 2000 | Garth Tander        | Holden VT Commodore |
| 2001 | Jason Bright        | Holden VX Commodore |
| 2002 | Mark Skaife         | Holden VX Commodore |
| 2003 | Mark Skaife         | Holden VY Commodore |
| 2004 | Marcos Ambrose      | Ford BA Falcon      |
| 2005 | Marcos Ambrose      | Ford BA Falcon      |
| 2006 | Jamie Whincup       | Ford BA Falcon      |
| 2007 | Todd Kelly          | Holden VE Commodore |
| 2008 | Jamie Whincup       | Ford BF Falcon      |
| 2009 | Jamie Whincup       | Ford FG Falcon      |
| 2010 | Garth Tander        | Holden VE Commodore |
| 2011 | Jamie Whincup       | Holden VE Commodore |
| 2012 | Will Davison        | Ford FG Falcon      |
| 2013 | Shane van Gisbergen | Holden VF Commodore |
| 2014 | James Courtney      | Holden VF Commodore |
| 2015 | James Courtney      | Holden VF Commodore |
| 2016 | Nick Percat         | Holden VF Commodore |
| 2017 | Shane van Gisbergen | Holden VF Commodore |
| 2018 | Shane van Gisbergen | Holden ZB Commodore |
| 2019 | Scott McLaughlin    | Ford Mustang GT     |
| 2020 | Scott McLaughlin    | Ford Mustang GT     |
| 2021 | No se disputó       | No se disputó       |
| 2022 | Broc Feeney         | Holden ZB Commodore |
| 2023 |                     |                     |